# Agent dublu
Un agent dublu este o persoană care se preface că spionează o organizație-țintă în numele unei organizații controlatoare, dar de fapt agentul este loial organizației-țintă. Agenții dubli pot fi agenți ai organizației-țintă care se infiltrează în organizația controlatoare, sau pot fi anterior agenți loiali ai organizației controlatoare care au fost capturați și transformați de țintă în agenți dubli; amenințarea cu moartea este cea mai comună metodă pentru a transforma un agent capturat într-un agent dublu.
Agenții dubli sunt folosiți mai ales pentru dezinformare sau pentru a identifica alți agenți în operații de contra-spionaj. Ei sunt crezuți de organizația controlatoare din moment ce organizația-țintă le oferă informații reale, dar nefolositoare, pentru a le da organizației controlatoare.
Un agent triplu este o persoană care se preface că este un agent dublu pentru organizația-țintă, dar de fapt în tot acest timp este loial organizației controlatoare. De obicei, agentul triplu își menține încrederea față de organizația-țintă prin oferirea de informații care aparent sunt foarte importante.